# Gastão Müller
Gastão de Matos Müller (Três Lagoas, 4 de maio de 1924 — Cuiabá, 7 de maio de 1996) foi um  jornalista, advogado, professor e político brasileiro que representou Mato Grosso no Congresso Nacional.

## Dados biográficos
Filho de Fenelon Müller, foi oficial de gabinete do governo de Mato Grosso em 1948, sendo lotado nas secretarias de Interior, Justiça e Finanças. Bacharel em Ciências Jurídicas e Sociais pela Universidade Federal de Mato Grosso e Licenciado em Geografia e História pela Escola Nacional de Filosofia na Guanabara, foi professor do Liceu Cuiabano, onde se aposentou em 1988, e integrou a Comissão Estadual de Livros Didáticos. Aluno da Escola Superior de Guerra, foi Diretor de Administração do Banco de Brasília.
Seu pai foi interventor federal em Mato Grosso entre março e agosto de 1935 e seu tio, Filinto Müller, foi figura destacada e controversa durante o Estado Novo. Mediante tais antecedentes, demonstrou aptidão para a política ingressando no PSD primeiro como presidente do diretório municipal em Cuiabá depois como membro do diretório regional. Deposto João Goulart em 1964 e com os militares no poder, Gastão Müller migrou para a ARENA e foi eleito suplente de deputado federal em 1966 sendo efetivado em 1969 por motivo de falecimento do titular. Reeleito em 1970 e 1974, foi indicado senador biônico pelo presidente Ernesto Geisel em 1978 para ocupar uma cadeira que pertencera ao seu tio durante anos. Ao longo de sua atuação parlamentar, migrou para o PDS e depois para o PMDB pelo qual tentou a reeleição em 1986, sem sucesso.
Outro de seus tios, Júlio Müller, foi interventor federal em Mato Grosso entre 1937 e 1945.